# Ammóvouno
Ammóvouno, en grec moderne : Αμμόβουνο, est une localité du dème d'Orestiáda, district régional de l'Évros, en Macédoine-Orientale-et-Thrace, en Grèce. 
La localité appartient au district municipal de Kyprínos et à la communauté municipale de Fylákio. Selon le recensement de 2021, elle compte 79 habitants.